# 绿园区
绿园区是中华人民共和国吉林省长春市下辖的市辖区，位于长春市西部。區人民政府駐和平大街2288号。

## 行政区划
绿园区下辖10个街道办事处、3个镇：
正阳街道、普阳街道、春城街道、青年路街道、铁西街道、林园街道、同心街道、合心镇、西新镇、城西镇和绿园经济开发区。

## 人口
根据第七次人口普查数据，截至2020年11月1日零时，绿园区常住人口为714919人。

## 知名人物
- 王洪文，中共领导人